# Dobrá Niva (wieś)
Dobrá Niva – wieś (obec) na Słowacji położona w kraju bańskobystrzyckim, w powiecie Zwoleń.

## Położenie
Wieś leży w centralnej części Kotliny Pliešovskiej, nad rzeką Neresnicą, ok. 12 km na południe od Zwolenia i ok. 16 km na północ od Krupiny.
Przez miejscowość przebiega droga krajowa nr 66 oraz linia kolejowa Zwoleń - Šahy.

## Historia
Pierwsze wzmianki o miejscowości pochodzą z roku 1254. W 1270 r. pod nazwą Dobruna pojawiła się ona w dokumencie króla Stefana V, który potwierdzał w nim wcześniejsze przywileje miejskie króla Beli IV. Dobrá Niva (później wspominana jako Dobrona, Dóbring, Dobronyva, Dobronivá) powstała jako osada górnicza. Wkrótce wraz z sąsiednimi miasteczkami: Babiná, Pliešovce i Sása utworzyła wolny związek, w którym miała najważniejszą pozycję. Ponieważ działalność górnicza nie przyniosła oczekiwanych efektów, mieszkańcy zajęli się rolnictwem, hodowlą bydła i owiec, wypalaniem węgla drzewnego, furmanieniem oraz wiejskimi rzemiosłami. Miejscowość z czasem utraciła większość przywilejów i stała się zależna od feudalnego "państwa" z siedzibą na zamku Dobrá Niva. W latach 1582–1657 musiała płacić daniny Turkom, którzy w latach 1599 i 1663 ją splądrowali.
W 1944 r. na terenie wsi miał kwatery partyzancki oddział porucznika Taralenki, a mieszkańcy aktywnie współpracowali z ruchem oporu. W czasie słowackiego powstania narodowego w październiku 1944 r. w rejonie Dobréj Nivy miała pozycje obronne pododdziały 2 Czechosłowackiej Samodzielnej Brygady Desantowej, które w zaciętych bojach broniły Niemcom dostępu do Kotliny Zwoleńskiej. Armia radziecka wkroczyła do miejscowości 14 marca 1945 r.
Aktualnie mieszkańcy pracują po części w miejscowym rolnictwie lub prywatnych firmach, po części w zakładach przemysłowych, transporcie i usługach w okolicznych ośrodkach miejskich.

## Demografia
Według danych z dnia 31 grudnia 2012, wieś zamieszkiwało 1867 osób, w tym 957 kobiet i 910 mężczyzn.
W 2001 roku rozkład populacji względem narodowości i przynależności etnicznej wyglądał następująco:
- Słowacy – 98,61%
- Czesi – 0,46%
- Morawianie – 0,23%
- Polacy – 0,06%
- Ukraińcy – 0,12%
- Węgrzy – 0,12%

Ze względu na wyznawaną religię struktura mieszkańców kształtowała się w 2001 roku następująco:
- Katolicy rzymscy – 37,5%
- Grekokatolicy – 0,29%
- Ewangelicy – 55,03%
- Prawosławni – 0,06%
- Husyci – 0,06%
- Ateiści – 5,61%
- Nie podano – 0,93%

## Kultura i zabytki
W miejscowości prawie do połowy XX w. używany był wariant środkowosłowackiego stroju ludowego, nazywany strojem dobroniwskim. Ze względu na ogólny charakter, niektóre elementy składowe i ich nazwy jest uznawany za jedną z odmian stroju detwiańskiego (słow. detviansky kroj). Do dziś we wsi żywy jest folklor.
Zachował się w znacznym stopniu historyczny układ zabudowy wsi oraz szereg dawnych zabudowań mieszkalnych i gospodarczych, dzięki czemu można prześledzić rozwój tutejszego budownictwa ludowego od początków XIX w. (najstarszy dom jest z 1812 r.),.
- Kościół katolicki św. Michała Archanioła, pierwotnie romański z poł. XIII w., w 1732 r. przebudowany barokowo[9].
- Kościół ewangelicki tzw. tolerancyjny z lat 1784-1785, odnowiony po pożarze w 1957 r.[9]